# Belgrave (Victoria)
Belgrave ist ein Stadtteil im Südosten der australischen Metropole Melbourne. Er befindet sich ca. 35 km von der Innenstadt entfernt und hatte 2016 knapp 4.000 Einwohner. Er wurde nach einer Kapelle im englischen Leeds benannt.
Der Stadtteil grenzt im Osten an den Dandenong-Ranges-Nationalpark. Eine Touristenattraktion bildet auch die Puffing Billy Railway, eine Museumsbahn, die 1962 eingerichtet wurde.

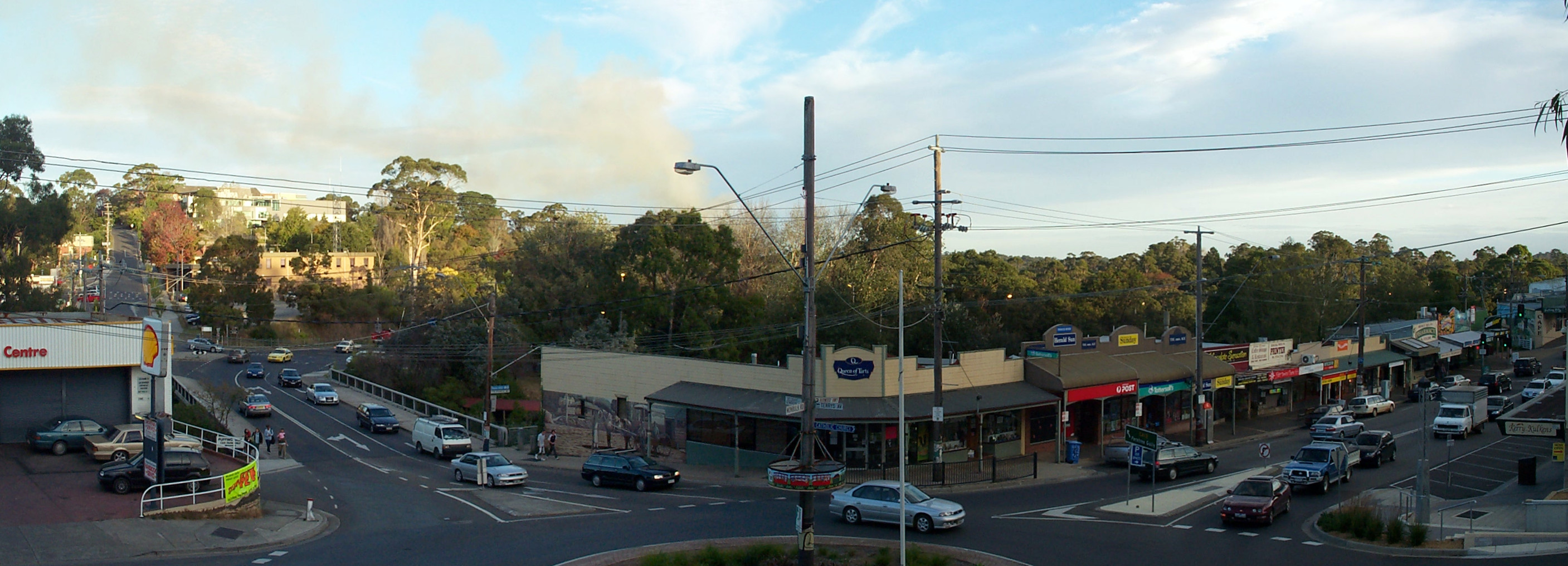
Main Street